# Claudio Maldonado
Claudio Maldonado (Curicó, 3 gennaio 1980) è un ex calciatore cileno, di ruolo centrocampista.

## Palmarès

### Club

#### Competizioni statali
- Campionato paulista: 3

San Paolo: 2000
Santos: 2006, 2007
- Torneo Rio-San Paolo: 1

San Paolo: 2001
- Supercampeonato Paulista: 1

San Paolo: 2002
- Campionato Mineiro: 2

Cruzeiro: 2003, 2004
- Campionato Carioca: 2

Flamengo: 2009, 2011

#### Competizioni nazionali
- Campionato cileno: 1

Colo Colo: 1998
- Coppa del Brasile: 1

Cruzeiro: 2003
- Campionato brasiliano: 2

Cruzeiro: 2003
Flamengo: 2009

### Nazionale
- Bronzo olimpico: 1

Sydney 2000